# Trades Hall of Glasgow

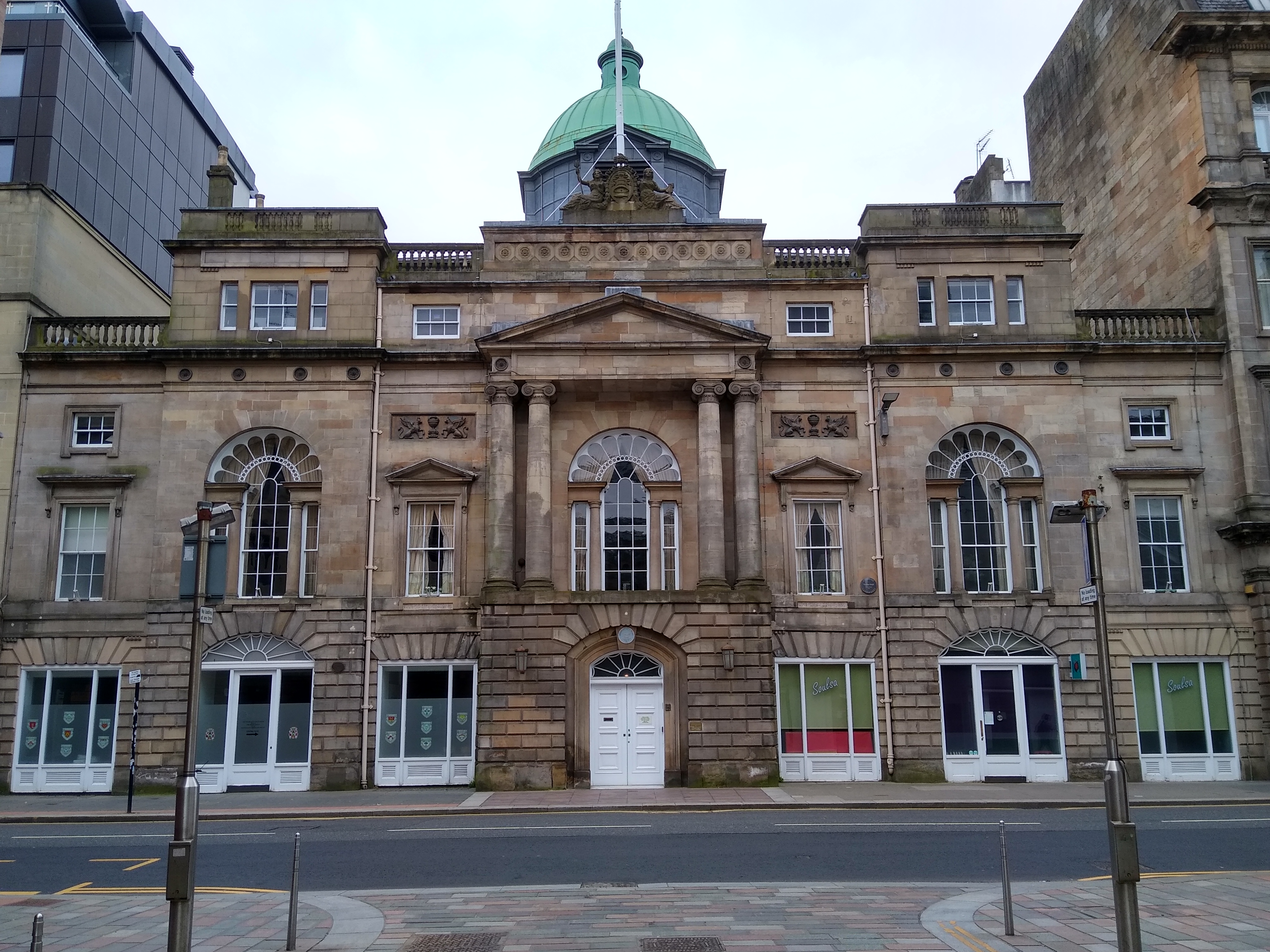
Trades Hall of Glasgow

Die Trades Hall of Glasgow ist ein Geschäftsgebäude in der schottischen Stadt Glasgow. 1966 wurde das Bauwerk als Einzeldenkmal in die schottischen Denkmallisten in der höchsten Denkmalkategorie A aufgenommen.

## Geschichte
Der Bau der Trades Hall begann 1791. Den Entwurf lieferte der bedeutende schottische Architekt Robert Adam. Das Gebäude wurde posthum 1794 fertiggestellt. Erweiterungen plante David Hamilton in den Jahren 1828 sowie 1838. Zwischen 1856 und 1862 wurde der Nordflügel nach einem Entwurf Charles Wilsons neu aufgebaut. Wie Wilson, der 1863 verstarb, bereits vorgeschlagen hatte, wurde der Südflügel 1864 dem Nordflügel stilistisch angepasst. William Spence plante die Maßnahme. Zahlreiche namhafte Architekten reichten bei der Ausschreibung zum Anbau eines Flügels entlang der Virginia Street im Jahre 1877 Entwürfe ein. Nachdem keine Einigung erzielt werden konnte, wurden diese Entwürfe verworfen. Die erneute Ausschreibung 1882 gewann James Sellars, dessen Entwurf bis 1888 umgesetzt wurde. Die Umgestaltungen zwischen 1915 und 1921 plante John Keppie, der auch für den vollständigen Neuaufbau der Fassaden 1927 verantwortlich zeichnet. 1955 wurde eine Holzdecke neu gestaltet.

## Beschreibung
Die Trades Hall of Glasgow befindet sich im Zentrum der Stadt. Sie reicht von der Glassford Street im Osten bis an die Virginia Street, beziehungsweise den Virginia Place, im Westen. Im Norden grenzt der ehemalige Hauptsitz der Glasgow Savings Bank an. Am Virginia Place steht das Lanarkshire House gegenüber.
Die ostexponierte Hauptfassade des klassizistisch ausgestalteten, zweistöckigen Gebäudes ist sieben Achsen weit. Im Bereich des Erdgeschosses ist das Mauerwerk aus polierten Quadern rustiziert. Gepaarte ionische Säulen tragen den zentralen Dreiecksgiebel. Die flankierenden Fenster sind mit Dreiecksgiebeln verdacht. Die drei Risalite sind mit venezianischen Fenstern im typischen Stile Adams gestaltet. Auf dem Dach sitzt eine Laterne auf. Sie ist mit Ädikulä und abschließender Kuppel gestaltet.